# Associazione Sportiva Dilettantistica Seregno Hockey 2008-2009
Questa voce raccoglie le informazioni riguardanti l'Associazione Sportiva Dilettantistica Seregno Hockey nelle competizioni ufficiali della stagione 2008-2009.

## Maglie e sponsor
| 1ª divisa | 2ª divisa |

### Libri
- Paolo Virdi, 50 minuti di gloria. Gli anni moderni dell'hockey pista. Volume 2, Lodi, Lodinotizie, 2013, ISBN 978-88-908803-1-5.